# Разорі
Разорі (словен. Razori) — поселення в общині Доброва-Полхов Градець, Осреднєсловенський регіон, Словенія. 
Висота над рівнем моря: 305,9 м.